# Jiří Jandák
Jiří Jandák, né le 12 février 1958, en Tchécoslovaquie, est un ancien joueur de basket-ball tchécoslovaque. 